# Perapertusès
El Perapertusès (en occità Pèirapertusés; en francès Peyrepertusès o Peyrepertusois (no utilitzat)), és una un sub-parçan o sub-comarca occitana del Llenguadoc, a tocar de la Fenolleda de la que la separen les muntanyes de les Corberes, al departament francès de l'Aude.
Segons es desprèn de la proposta del diari Jornalet de divisió administrativa d'Occitània, basada en l'obra de Frederic Zégierman Le Guide des pays de France, els pobles que componen el Perapertusès s'ubiquen dins el parçan occità de les Corberes, regió del Llenguadoc, subregió del Baix Llenguadoc.
A Padèrn, Pasiòls i Tuixà (Tuissan) s'ha conservat una parla de transició del català a l'occità.

## Geografia
El Perapertusès comprèn a més del municipì de Dulhac jos Pèirapertusa els territoris dels municipis de Solatge, Cubièra, Cucunhan, Camps, Rofiac de las Corbièras, Massac, Padèrn, Tuixà, Pasiòls, Maisons, Montgalhard, Dernacolheta.
Fins al segle XI també formaven part del Perapertusès els territoris dels municipis nord-catalans de Talteüll i Vingrau, que posteriorment van passar al comtat del Rosselló i després a l'actual departament francès dels Pirineus Orientals (avui dia, considerats dins la sub-comarca-nord catalana de les Corberes).
Formen la comarca les terres al naixement del riu Aglí, on hi ha el monestir de Santa Maria de Cubera; el riu entra a la Fenolleda travessant les Corberes per les gorges de Galamús i el curs alt del Verdoble. Encara que fora dels límits històrics, els termes de Pasiòls i de Tuixà (Tuissan) són també considerats de la comarca, que té precisament Tuixà com a centre més important.

## Història
El centre de l'antic pagus o "vescomtat" del Perapertusès era el castell de Perapertusa. Depenent originàriament del comtat de Rasès, estigué molt lligat al vescomtat de Fenollet. A partir de l'any 874, els comtes de Rasés van perdre el control d'aquests dos territoris en favor del comte Miró I de la Vall de la Cerdanya. Des de 870-876 estigué unit als comtats de Cerdanya i de Besalú fins al 1111 i a la Corona d'Aragó fins que el 1258, quan fou annexionat definitivament a França, en el context dels esdeveniments de la croada albigesa i el posterior tractat de Corbeil, 

## Castells catars
Set castells es troben al Perapertusès, que foren construits o reforçats pels comtes catalans als segles XI i XII per tal de delimitar la frontera amb el territori de Carcassona. Però al llarg del segle XIII, en el context de la croada contra els albigesos i el tractat de Corbeil, la frontera retrocedí i la contrada canvià de mans, passant a dependre del comtat de Tolosa.
Aleshores la ciutadella de Carcassona fou reforçada pel Lluís IX de França, nou senyor del territori, que erigí ciutadelles per vigilar i protegir la frontera sud amb la Corona d'Aragó. El sistema de defensa real francès es basava en un centre logístic poderós, consistent en els cinc fills de Carcassona (Castell de Perapertusa, Castell de Puillorenç, Castell d'Aguilar, Castell de Querbús i el Castell de Termes, tots a la a regió del Perapertusès-Fenolleda-Termenès), amb altres castells dispersos sobre la zona fronterera. Aquests castells de vigilància es disposaren ocupant crestes i cims muntanyosos, que ja havien estat ocupades pels càtars per raó de la seva posició estratègica.